# Jiří Dienstbier
Jiří Dienstbier, né le 20 avril 1937 à Kladno et mort le 8 janvier 2011, est un professeur et homme politique tchèque. Dissident du Parti communiste tchécoslovaque, il participe au Printemps de Prague puis signe la Charte 77 dont il est l'un des fondateurs Emprisonné pendant trois ans à la fin des années 1970, et contraint de travailler comme chauffagiste, il devient, après la révolution de velours, ministre des Affaires étrangères de la République fédérale tchèque et slovaque de 1989 à 1992. Haut représentant de l'ONU en ex-Yougoslavie, il est élu sénateur du Parti social-démocrate tchèque en 2008.

## Biographie
Dienstbier est le petit-fils du pianiste Emil Hájek. Il étudie le journalisme de 1955 à 1960 à la faculté de philosophie de l'université Charles de Prague. À l'université de Bourgogne, il obtient un doctorat et, dans les années 1990, est enseignant.
En 1958, toujours étudiant, il entre au Parti communiste tchécoslovaque. De 1958 à 1969, il est rédacteur et présentateur à la radio d'État Československý rozhlas. Lors du Printemps de Prague en 1968, il s'oppose à l'occupation soviétique. Il est alors renvoyé du Parti communiste et de la radio l'année suivante.
En 1977, Jiří Dienstbier est l'un des 250 signataires de la Charte 77. De 1979 à 1985, il est le porte-parole de ce mouvement. Il participe à l'édition de samizdats. Pour toutes ces raisons, il est emprisonné de 1979 à 1982, avec Václav Havel, et n'est ensuite autorisé à exercer que des professions non-intellectuelles. Chauffagiste en 1989, il devient porte-parole, en novembre 1989, du Forum civique, avant d'être nommé, dès décembre, ministre des Affaires étrangères par Vaclav Havel.
De 1993 à 1996, il dirige un parti libéral, et sera Haut représentant de l'ONU pour les droits de l'homme dans l'ex-Yougoslavie. Il s'éloigne de Vaclav Havel au début des années 2000, condamnant les frappes de l'OTAN en Serbie ainsi que l'interventionnisme de Bernard Kouchner au Kosovo. Il critique l'invasion de l'Irak par George W. Bush, et s'oppose à l'installation d'un radar du système antimissile américain à 50 km de Prague. Il se rapproche ainsi du Parti social-démocrate tchèque (CSSD), sur les listes desquelles il est élu sénateur, en 2008, dans sa ville natale Kladno, siégeant alors à la Commission des affaires étrangères du Sénat.
À la fin de sa vie, il travaille chez Reuters puis est pressenti, un temps, comme rival potentiel de Václav Klaus pour l'élection présidentielle de 2008 (en). L'opposition lui préférera cependant Jan Švejnar (en).
Il meurt le 8 janvier 2011, à l'âge de 73 ans, d'une longue maladie.